# 弗喬賴舍
49°51′49″N 29°8′57″E / 49.86361°N 29.14917°E
弗喬賴舍（烏克蘭語：Вчорайше），是烏克蘭北部日托米爾州別爾季切夫區弗乔赖舍市镇内的村落及其行政中心。始建於1584年，面積4.12平方公里，海拔高度240米，2001年人口1,308，人口密度每平方公里317.32人。